# Paraphronima crassipes
Paraphronima crassipes är en kräftdjursart som beskrevs av Claus 1879. Paraphronima crassipes ingår i släktet Paraphronima och familjen Paraphronimidae. Inga underarter finns listade i Catalogue of Life.